# Norman (kráter)
Norman je malý měsíční impaktní kráter v Oceanus Procellarum, západně od kráteru Euclides. Dosahuje hloubky 2 km a průměru 10 km. Je pojmenovaný po Robertu Normanovi, což byl anglický námořník žijící v 16. století, stavitel kompasu a hydrograf, který objevil magnetický sklon, odchylku magnetického pole Země.